# Lithobius valesiacus
Lithobius valesiacus är en mångfotingart som beskrevs av Karl Wilhelm Verhoeff 1935. Lithobius valesiacus ingår i släktet Lithobius och familjen stenkrypare. Inga underarter finns listade i Catalogue of Life.